# 風をつかまえた少年
『風をつかまえた少年』（かぜをつかまえたしょうねん、The Boy Who Harnessed the Wind）は、キウェテル・イジョフォー監督・脚本・出演による2019年のイギリスのドラマ映画。イジョフォーの長編映画監督デビュー作であり、ウィリアム・カムクワンバとブライアン・ミーラーの回想録『風をつかまえた少年』を原作としている。2019年サンダンス映画祭でプレミア上映された後、3月1日よりNetflixより多数の国々で配信された。日本では2019年8月2日よりロングライド配給で劇場公開された。

## キャスト
- ウィリアム・カムクワンバ: マクスウェル・シンバ
- トライウェル・カムクワンバ: キウェテル・イジョフォー - ウィリアムの父。
- アグネス・カムクワンバ: アイサ・マイガ（英語版） - ウィリアムの母。
- アニー・カムクワンバ: リリー・バンダ（英語版） - ウィリアムの姉。
- チーフ・ウィンベ: ジョセフ・マーセル（英語版） - 族長。
- エディス・スィケロ: ノーマ・ドゥメズウェニ（英語版） - 図書室の女性教師。
- マイク・カチグンダ: レモハン・ツィパ - ウィリアムの学校の教師。アニーの恋人。
- ギルバート・ウィンベ: フィルベール・ファラケザ - ウィリアムの友人。族長の息子。

## 公開
2018年11月14日、Netflixにより日本、中国、イギリスなどを除く国際配給権が獲得された。ワールド・プレミアは2019年1月25日にサンダンス映画祭で行われた。2019年3月1日よりNetflixでの配信が始まった。

## 評価
レビュー・アグリゲーターのRotten Tomatoesでは31件のレビューで支持率は86%、平均点は7.17/10となっており、「『風をつかまえた少年』は強力な演技と監督デビューを果たしたキウェテル・イジョフォーによる見事な仕事ぶりにより予想を超える高揚感を得ている」とまとめられた。Metacriticでは18件のレビューで加重平均値は68/100となっている。